# Tripaphylus musteli
Tripaphylus musteli is een eenoogkreeftjessoort uit de familie van de Sphyriidae. De wetenschappelijke naam van de soort is voor het eerst geldig gepubliceerd in 1851 door van Beneden.